# Rot-Weiss Essen 2011-2012
Questa voce raccoglie le informazioni riguardanti il Rot-Weiss Essen nelle competizioni ufficiali della stagione 2011-2012.

## Stagione
Nella stagione 2011-2012 il Rot Weiss Essen, allenato da Waldemar Wrobel, concluse il campionato di Regionalliga ovest all'8º posto. In Coppa di Germania il Rot Weiss Essen fu eliminato al secondo turno dal Hertha Berlino.

## Rosa
| N. |                     | Ruolo | Calciatore       |
| -- | ------------------- | ----- | ---------------- |
| 1  | Germania (bandiera) | P     | Dennis Lamczyk   |
| 2  | Germania (bandiera) | D     | Kevin Lehmann    |
| 3  | Germania (bandiera) | C     | Holger Lemke     |
| 4  | Germania (bandiera) | D     | Dirk Jasmund     |
| 5  | Germania (bandiera) | D     | Sebastian Jansen |
| 6  | Germania (bandiera) | C     | Timo Brauer      |
| 7  | Turchia (bandiera)  | C     | Kerim Avcı       |
| 8  | Germania (bandiera) | C     | Stefan Grummel   |
| 9  | Turchia (bandiera)  | A     | Güngör Kaya      |
| 10 | Germania (bandiera) | C     | Suat Tokat       |
| 11 | Germania (bandiera) | D     | Vincent Wagner   |
| 13 | Germania (bandiera) | C     | Kevin Grund      |
| 14 | Germania (bandiera) | D     | Maik Rodenberg   |
| 15 | Polonia (bandiera)  | D     | Adrian Schneider |

| N. |                     | Ruolo | Calciatore        |
| -- | ------------------- | ----- | ----------------- |
| 16 | Italia (bandiera)   | D     | Roberto Guirino   |
| 17 | Germania (bandiera) | C     | Cedric Vennemann  |
| 18 | Germania (bandiera) | C     | Markus Heppke     |
| 19 | Germania (bandiera) | A     | Leon Enzmann      |
| 20 | Croazia (bandiera)  | C     | Damir Ivancicevic |
| 21 | Germania (bandiera) | A     | Lukas Lenz        |
| 22 | Germania (bandiera) | P     | Philipp Kunz      |
| 23 | Germania (bandiera) | P     | Robert Moewes     |
| 24 | Germania (bandiera) | C     | Meik Kuta         |
| 25 | Germania (bandiera) | D     | Julian Dusy       |
| 26 | Germania (bandiera) | D     | Thomas Denker     |
| 27 | Germania (bandiera) | A     | Marcel Schlomm    |
| 30 | Germania (bandiera) | A     | Benedikt Koep     |

## Organigramma societario
Area tecnica
- Allenatore: Waldemar Wrobel
- Allenatore in seconda: Michael Dier
- Preparatore dei portieri: Thorsten Albustin
- Preparatori atletici:
- Analisi video:

## Calciomercato

### Sessione estiva
| Acquisti | Acquisti         | Acquisti             | Acquisti |
| R.       | Nome             | da                   | Modalità |
| -------- | ---------------- | -------------------- | -------- |
| D        | Julian Dusy      | Rot-Weiss Essen U19  |          |
| C        | Stefan Grummel   | Bayer Leverkusen II  |          |
| C        | Kevin Grund      | Duisburg             |          |
| D        | Roberto Guirino  | Bonner U19           |          |
| C        | Markus Heppke    | Wuppertal            |          |
| D        | Sebastian Jansen | Alemannia Aquisgrana |          |
| A        | Güngör Kaya      | VPS                  |          |
| A        | Benedikt Koep    | Kleve                |          |
| D        | Maik Rodenberg   | Arminia Bielefeld    |          |
| A        | Marcel Schlomm   | Rot-Weiss Essen U19  |          |

| Cessioni | Cessioni                | Cessioni           | Cessioni |
| R.       | Nome                    | a                  | Modalità |
| -------- | ----------------------- | ------------------ | -------- |
| D        | Christopher Bartsch     | Schwarz-Weiß Essen |          |
| C        | Patrick Dutschke        | LR Ahlen           |          |
| A        | Victor Hounyovi-Huschka | SW Wattenscheid    |          |
| C        | Julian Stöhr            | Westfalia Herne    |          |
| C        | Alexander Thamm         | LR Ahlen           |          |

### Sessione invernale
| Acquisti | Acquisti | Acquisti | Acquisti |
| R.       | Nome     | da       | Modalità |
| -------- | -------- | -------- | -------- |

| Cessioni | Cessioni       | Cessioni  | Cessioni |
| R.       | Nome           | a         | Modalità |
| -------- | -------------- | --------- | -------- |
| P        | Moritz Niebuhr | Gütersloh |          |

## Risultati

### Regionalliga

#### Girone di andata
| Arbitro: | Kunzmann |

|                    |           |          |
| Koep 10’ Grund 69’ | Marcatori | 74’ Durm |

| Arbitro: | Heitmann |

|                   |           |                   |
| Hömig 20’ Uth 24’ | Marcatori | 58’ (rig.) Wagner |

| Arbitro: | Schaal |

|                    |           |  |
| Lemke 48’ Koep 69’ | Marcatori |  |

| Coblenza 26 agosto 2011, ore 19:00 CEST 4ª giornata | Coblenza   | 0 – 0 referto | Rot-Weiss Essen | Stadion Oberwerth (3 650 spett.)\| Arbitro: \| Willenborg \| |
| Arbitro:                                            | Willenborg |               |                 |                                                              |

| Arbitro: | Osmers |

|                        |           |           |
| Koep 13’ Lenz 85’, 90’ | Marcatori | 12’ Bluhm |

| Arbitro: | Wijnen |

|                                           |           |  |
| Kachunga 45’, 46’, 89’ Heubach 85’ (rig.) | Marcatori |  |

| 10 settembre 2011 7ª giornata |  | – turno di riposo |  |  |

| Arbitro: | Metzen |

|            |           |                       |
| Heppke 59’ | Marcatori | 38’ (rig.) Freiberger |

| Arbitro: | Siewer |

|                                                          |           |                    |
| Knappmann 2’, 63’ Assauer 29’ Schlieter 53’ Kastrati 83’ | Marcatori | 47’ Tokat 73’ Kaya |

| Arbitro: | Foltyn |

|                   |           |                             |
| Avcı 50’ Lenz 64’ | Marcatori | 9’ Zuck 29’ Bílek 43’ Nemec |

| Arbitro: | Sevinc |

|            |           |  |
| Maouel 65’ | Marcatori |  |

| Arbitro: | Stegemann |

|  |           |                          |
|  | Marcatori | 80’ Wiwerink 88’ Fischer |

| Treviri 29 ottobre 2011, ore 14:00 CEST 13ª giornata | Eintracht Treviri | 0 – 0 referto | Rot-Weiss Essen | Moselstadion (6 238 spett.)\| Arbitro: \| Steuer \| |
| Arbitro:                                             | Steuer            |               |                 |                                                     |

| Arbitro: | Glasmacher |

|           |           |                       |
| Lemke 19’ | Marcatori | 83’ Mainka 84’ Jansen |

| Arbitro: | Müller |

|                |           |            |
| Sawin 58’, 67’ | Marcatori | 90’ Heppke |

| Arbitro: | Jablonski |

|                        |           |  |
| Fahrenhorst 72’ (aut.) | Marcatori |  |

| Arbitro: | Athanassiadis |

|  |           |          |
|  | Marcatori | 90’ Koep |

| Arbitro: | Wenzel |

|                        |           |           |
| Lemke 6’ Kaya 54’, 77’ | Marcatori | 62’ Aydin |

| Arbitro: | Gittelmann |

|                                               |           |                               |
| Pagano 10’ Dahmani 20’ Caspers 33’ Yilmaz 77’ | Marcatori | 47’ Enzmann 80’ (rig.) Brauer |

#### Girone di ritorno
| Arbitro: | Stein |

|               |           |                    |
| Schneider 37’ | Marcatori | 51’ Koep 89’ Grund |

| Arbitro: | Storks |

|                                 |           |                                                        |
| Lenz 50’, 62’ Brauer 59’ (rig.) | Marcatori | 45’ Hömig 65’ (rig.) Bišanović 83’ Musculus 89’ Thelen |

| Arbitro: | Müller |

|  |           |                                               |
|  | Marcatori | 32’ (rig.) Brauer 35’ Kaya 46’ Grund 80’ Koep |

| Arbitro: | Kinhöfer |

|                           |           |  |
| Haben 27’ (aut.) Kaya 51’ | Marcatori |  |

| Arbitro: | Günsch |

|                             |           |                   |
| Schröder 63’ Martinovic 70’ | Marcatori | 84’ (rig.) Brauer |

| Arbitro: | Foltyn |

|            |           |                            |
| Heppke 61’ | Marcatori | 11’, 28’, 37’, 69’ Podszus |

| 3 marzo 2012 26ª giornata |  | – turno di riposo |  |  |

| Arbitro: | Brauer |

|                        |           |                                        |
| Wassinger 42’ Kyei 89’ | Marcatori | 26’ Grund 41’ Heppke 56’ Kaya 60’ Avcı |

| Arbitro: | Wijnen |

|            |           |               |
| Denker 30’ | Marcatori | 82’ Flottmann |

| Arbitro: | Schaal |

|            |           |                             |
| Modica 46’ | Marcatori | 69’ (rig.) Brauer 73’ Grund |

| Arbitro: | Sevinc |

|                   |           |               |
| Lemke 9’ Koep 74’ | Marcatori | 82’ Ghaddioui |

| Arbitro: | Dittrich |

|               |           |           |
| Schlösser 90’ | Marcatori | 43’ Grund |

| Arbitro: | Koslowski |

|  |           |                                                |
|  | Marcatori | 35’ Pintol 37’ Kulabas 47’ Kraus 70’ Pagenburg |

| Arbitro: | Heitmann |

|  |           |           |
|  | Marcatori | 34’ Lemke |

| Essen 21 aprile 2012, ore 14:00 CEST 34ª giornata | Rot-Weiss Essen | 0 – 0 referto | Idar-Oberstein | Georg-Melches-Stadion (5 600 spett.)\| Arbitro: \| Helwig \| |
| Arbitro:                                          | Helwig          |               |                |                                                              |

| Arbitro: | Heft |

|                          |           |                                     |
| Wiegel 17’ Iberdemaj 22’ | Marcatori | 24’ Avcı 43’ (rig.) Brauer 65’ Koep |

| Arbitro: | Aarnink |

|  |           |                                         |
|  | Marcatori | 12’, 53’ Boyd 56’ Benatelli 66’ Vrančić |

| Arbitro: | Hussein |

|  |           |               |
|  | Marcatori | 26’, 40’ Koep |

| Arbitro: | Fischer |

|          |           |         |
| Avcı 21’ | Marcatori | 6’ Kühn |

### Coppa di Germania
| Arbitro: | Kempter |

|                                        |                      |                              |
| Brauer 22’ Koep 71’                    | Marcatori            | 82’ Zoundi 90’ Terodde       |
| Jasmund Rodenberg Brauer Heppke Wagner | Tiri di rigore 4 – 3 | Terodde Menz Ede Silvio Karl |

| Arbitro: | Aytekin |

|  |           |                                      |
|  | Marcatori | 64’ Ramos 72’ Lasogga 86’ Rukavytsya |

## Statistiche

### Statistiche di squadra
| Competizione       | Punti | In casa | In casa | In casa | In casa | In casa | In casa | In trasferta | In trasferta | In trasferta | In trasferta | In trasferta | In trasferta | Totale | Totale | Totale | Totale | Totale | Totale | DR |
| Competizione       | Punti | G       | V       | N       | P       | Gf      | Gs      | G            | V            | N            | P            | Gf           | Gs           | G      | V      | N      | P      | Gf     | Gs     | DR |
| ------------------ | ----- | ------- | ------- | ------- | ------- | ------- | ------- | ------------ | ------------ | ------------ | ------------ | ------------ | ------------ | ------ | ------ | ------ | ------ | ------ | ------ | -- |
| Regionalliga ovest | 52    | 18      | 7       | 4       | 7       | 25      | 30      | 18           | 8            | 3            | 7            | 27           | 27           | 36     | 15     | 7      | 14     | 52     | 57     | -5 |
| Coppa di Germania  | -     | 2       | 0       | 1       | 1       | 2       | 5       | 0            | 0            | 0            | 0            | 0            | 0            | 2      | 0      | 1      | 1      | 2      | 5      | -3 |
| Totale             | 52    | 20      | 7       | 5       | 8       | 27      | 35      | 18           | 8            | 3            | 7            | 27           | 27           | 38     | 15     | 8      | 15     | 54     | 62     | -8 |

### Andamento in campionato
| Giornata  | 1 | 2 | 3 | 4 | 5 | 6 | 7 | 8 | 9  | 10 | 11 | 12 | 13 | 14 | 15 | 16 | 17 | 18 | 19 | 20 | 21 | 22 | 23 | 24 | 25 | 26 | 27 | 28 | 29 | 30 | 31 | 32 | 33 | 34 | 35 | 36 | 37 | 38 |
| --------- | - | - | - | - | - | - | - | - | -- | -- | -- | -- | -- | -- | -- | -- | -- | -- | -- | -- | -- | -- | -- | -- | -- | -- | -- | -- | -- | -- | -- | -- | -- | -- | -- | -- | -- | -- |
| Luogo     | C | T | C | T | C | T |   | C | T  | C  | T  | C  | T  | C  | T  | C  | T  | C  | T  | T  | C  | T  | C  | T  | C  |    | T  | C  | T  | C  | T  | C  | T  | C  | T  | C  | T  | C  |
| Risultato | V | P | V | N | V | P |   | N | P  | P  | P  | P  | N  | P  | P  | V  | V  | V  | P  | V  | P  | V  | V  | P  | P  |    | V  | N  | V  | V  | N  | P  | V  | N  | V  | P  | V  | N  |
| Posizione | 5 | 7 | 3 | 6 | 3 | 6 | 8 | 8 | 11 | 11 | 12 | 16 | 17 | 17 | 18 | 17 | 14 | 11 | 13 | 11 | 14 | 8  | 8  | 11 | 11 | 11 | 11 | 9  | 9  | 8  | 9  | 10 | 9  | 9  | 8  | 8  | 8  | 8  |

Legenda:

Luogo: C = Casa; T = Trasferta. Risultato: V = Vittoria; N = Pareggio; P = Sconfitta.

### Statistiche dei giocatori
| Giocatore      | Regionalliga ovest | Regionalliga ovest | Regionalliga ovest | Regionalliga ovest | Coppa di Germania | Coppa di Germania | Coppa di Germania | Coppa di Germania | Totale   | Totale | Totale      | Totale     |
| Giocatore      | Presenze           | Reti               | Ammonizioni        | Espulsioni         | Presenze          | Reti              | Ammonizioni       | Espulsioni        | Presenze | Reti   | Ammonizioni | Espulsioni |
| -------------- | ------------------ | ------------------ | ------------------ | ------------------ | ----------------- | ----------------- | ----------------- | ----------------- | -------- | ------ | ----------- | ---------- |
| K. Avcı        | 26                 | 4                  | 5                  | 0                  | 2                 | 0                 | 0                 | 0                 | 28       | 4      | 5           | 0          |
| T. Brauer      | 33                 | 6                  | 2                  | 0                  | 2                 | 1                 | 0                 | 0                 | 35       | 7      | 2           | 0          |
| T. Denker      | 23                 | 1                  | 3                  | 0                  | 1                 | 0                 | 0                 | 0                 | 24       | 1      | 3           | 0          |
| J. Dusy        | 1                  | 0                  | 0                  | 0                  | 0                 | 0                 | 0                 | 0                 | 1        | 0      | 0           | 0          |
| L. Enzmann     | 17                 | 1                  | 1                  | 0                  | 0                 | 0                 | 0                 | 0                 | 17       | 1      | 1           | 0          |
| S. Grummel     | 24                 | 0                  | 3                  | 0                  | 0                 | 0                 | 0                 | 0                 | 24       | 0      | 3           | 0          |
| K. Grund       | 33                 | 6                  | 2                  | 1                  | 2                 | 0                 | 0                 | 0                 | 35       | 6      | 2           | 1          |
| R. Guirino     | 18                 | 0                  | 2                  | 0                  | 0                 | 0                 | 0                 | 0                 | 18       | 0      | 2           | 0          |
| M. Heppke      | 24                 | 4                  | 2                  | 0                  | 2                 | 0                 | 0                 | 0                 | 26       | 4      | 2           | 0          |
| D. Ivancicevic | 0                  | 0                  | 0                  | 0                  | 0                 | 0                 | 0                 | 0                 | 0        | 0      | 0           | 0          |
| S. Jansen      | 2                  | 0                  | 0                  | 0                  | 0                 | 0                 | 0                 | 0                 | 2        | 0      | 0           | 0          |
| D. Jasmund     | 27                 | 0                  | 5                  | 0                  | 2                 | 0                 | 1                 | 0                 | 29       | 0      | 6           | 0          |
| G. Kaya        | 30                 | 6                  | 4                  | 0                  | 0                 | 0                 | 0                 | 0                 | 30       | 6      | 4           | 0          |
| B. Koep        | 31                 | 10                 | 7                  | 0                  | 2                 | 1                 | 1                 | 0                 | 33       | 11     | 8           | 0          |
| P. Kunz        | 1                  | 0                  | 0                  | 0                  | 0                 | 0                 | 0                 | 0                 | 1        | 0      | 0           | 0          |
| M. Kuta        | 24                 | 0                  | 5                  | 0                  | 2                 | 0                 | 0                 | 0                 | 26       | 0      | 5           | 0          |
| D. Lamczyk     | 34                 | 0                  | 2                  | 0                  | 2                 | 0                 | 0                 | 0                 | 36       | 0      | 2           | 0          |
| K. Lehmann     | 21                 | 0                  | 4                  | 1                  | 2                 | 0                 | 0                 | 0                 | 23       | 0      | 4           | 1          |
| H. Lemke       | 34                 | 5                  | 3                  | 0                  | 2                 | 0                 | 0                 | 0                 | 36       | 5      | 3           | 0          |
| L. Lenz        | 31                 | 5                  | 3                  | 0                  | 2                 | 0                 | 1                 | 0                 | 33       | 5      | 4           | 0          |
| R. Moewes      | 1                  | 0                  | 0                  | 0                  | 0                 | 0                 | 0                 | 0                 | 1        | 0      | 0           | 0          |
| M. Rodenberg   | 4                  | 0                  | 1                  | 0                  | 1                 | 0                 | 0                 | 0                 | 5        | 0      | 1           | 0          |
| M. Schlomm     | 6                  | 0                  | 0                  | 0                  | 0                 | 0                 | 0                 | 0                 | 6        | 0      | 0           | 0          |
| A. Schneider   | 8                  | 0                  | 2                  | 0                  | 0                 | 0                 | 0                 | 0                 | 8        | 0      | 2           | 0          |
| S. Tokat       | 10                 | 1                  | 1                  | 0                  | 2                 | 0                 | 1                 | 0                 | 12       | 1      | 2           | 0          |
| C. Vennemann   | 15                 | 0                  | 3                  | 0                  | 1                 | 0                 | 0                 | 0                 | 16       | 0      | 3           | 0          |
| V. Wagner      | 24                 | 1                  | 6                  | 0                  | 1                 | 0                 | 1                 | 0                 | 25       | 1      | 7           | 0          |